# Kampioenschap van Vlaanderen 1993
Il Kampioenschap van Vlaanderen 1993, settantottesima edizione della corsa, si svolse il 10 settembre 1993 su un percorso di 170 km, con partenza e arrivo a Koolskamp. Fu vinto dal belga Sammie Moreels della Lotto-Caloi davanti ai suoi connazionali Andrei Tchmil e Johan Museeuw.

## Ordine d'arrivo (Top 10)
| Pos. | Corridore              | Squadra                          | Tempo    |
| ---- | ---------------------- | -------------------------------- | -------- |
| 1    | Sammie Moreels         | Lotto-Caloi                      | 3h56'00" |
| 2    | Andrei Tchmil          | MG Boys Maglificio-Technogym     |          |
| 3    | Johan Museeuw          | MG Boys Maglificio-Technogym     |          |
| 4    | Patrick Van Roosbroeck | La William-Duvel                 |          |
| 5    | Mario De Clercq        | Lotto-Caloi                      |          |
| 6    | Johan Verstrepen       | Collstrop-Assur Carpets          |          |
| 7    | Adrie van der Poel     | Mercatone Uno-Medeghini-Zucchini |          |
| 8    | Eric De Clercq         | La William-Duvel                 |          |
| 9    | Danny Daelman          | Wordperfect                      |          |
| 10   | Herman Frison          | Lotto-Caloi                      |          |